# Teoria intraterrestre

Un dibuix transversal del planeta Terra que mostra el "Món Interior" d'Atvatabar, de la novel·la de ciència-ficció de William R. Bradshaw de 1892 The Goddess of Atvatabar

La teoria intraterrestre és una concepció de la Terra com un món que conté espai habitable o transitable a l'interior, sota l'escorça. Científicament, no té validesa, però històricament ha estat postulada com una teoria alternativa sobre la concepció del planeta i també ha estat explotada per la ciència-ficció.

## Concepcions històriques
La concepció que el nucli de la Terra, o les capes que l'envolten, apareix a la mitologia grega, el folklore i les llegendes. La idea dels regnes subterranis semblava discutible i es va entrellaçar amb el concepte de "llocs" d'origen o més enllà, com ara l'inframon grec, el Svartálfaheimr nòrdic, l'infern cristià i el Sheol jueu. La idea d'un regne subterrani també s'esmenta a la creença budista tibetana. Segons una història de la tradició budista tibetana, hi ha una ciutat antiga anomenada Shamballa que es troba a l'interior de la Terra. La majoria tenien una concepció un món que primer no s'ubicava en cap espai concret, però que ben aviat va situar-se en un món subterrani.
Al llarg de la història han estat desenes les religions i cultures que afirmen que hi ha dues entrades, una en cada pol, amb túnels i coves per tot el planeta que connecten amb la terra buida. A on habiten civilitzacions subterrànies molt avançades
Edmond Halley va ser el primer científic que va postular la teoria intraterrestre basant-se en dades empíriques, afirmant que la Terra era un conjunt de cercles concèntrics, separats per atmosferes gasoses que explicaven les desviacions magnètiques o fenòmens com l'aurora boreal.
John Cleves Symmes (1780-1829), al segle xix, va aconseguir fins i tot muntar expedicions de recerca al Pol Nord, on assegurava que hi havia un pas cap a les capes interiors de la Terra, una concepció que William Reed va reafirmar un segle després.

## A la ficció
Nicolai Klimii Iter Subterraneum és una novel·la humorística danesa del segle xviii que es basa en la trobada d'una civilització intel·ligent sota l'escorça de la Terra, una idea que donaria lloc a tot un subgènere de la ciència-ficció, del qual el màxim exponent és Viatge al centre de la Terra, de Jules Verne.
El tema reapareix a la novel·la de Poe Les aventures d'Arthur Gordon Pym i a Alícia en terra de meravelles, on la nena baixa per un forat a un món meravellós que sembla estar sota de l'ordinari. A la pel·lícula Ice Age 3: L'origen dels dinosaures, les espècies de la prehistòria es protegeixen del gel a un món subterrani amagat. Espècies fantàstiques com els gnoms i els nans provenen també d'una extensa xarxa de coves d'un inframon.
Certs cercles ocultistes i espiritistes han afirmat periòdicament contactes amb civilitzacions subterrànies, com la que residiria a la ciutat ideal d'Agartha.

## El vincle entre la Terra buida i la religió
La noció de la Terra buida la trobem igualment dins d'una gran quantitat de folklores, així com als textos sagrats d'algunes religions. Un exemple d'això seria l'infern del cristianisme o els regnes subterranis de la mitologia nòrdica. De fet, la idea del món subterrani és generalitzada i antiga, i estava present ja antigament a Grècia i a Egipte. Al món del budisme es fa referència a Agharta, que representa un món místic i subterrani que existiria des dels inicis de la prehistòria.
A l'univers cristià, la Bíblia no només fa referència a l'infern, un concepte contrari al del cel, sinó que Sant Pau també ens explica de quina manera (en nom de Jesús es doblega qualsevol genoll de qui es troba al cel i a la Terra, així com sota la Terra)